# Pat Hennen
Pat Hennen, född 27 april 1953 i Phoenix, Arizona, död 7 april 2024 i San Mateo, Kalifornien, var en amerikansk roadracingförare som var aktiv i världsmästerskapen 1976–1978. Han blev den förste amerikan att vinna ett Grand Prix i 500cc-klassen. Det skedde i Finlands Grand Prix 1976.

## Roadracingkarriär
Hennen tävlade med stor framgång i tävlingar på grusbanor i norra Kalifornien, vilket ledde till att Suzuki upptäckte honom och placerade honom i deras Grand Prix-stall. Han slutade trea i VM i 500GP såväl 1976 som 1977, och tog tre segrar i 500GP under sin karriär. Han tävlade även i Marlboro Series på Nya Zeeland, vilken han vann vid flera tillfällen. Hans försök att vinna Isle of Man TT säsongen 1978 slutade dock sånär i tragedi, när han kraschade i cirka 240 km/h. Han fick allvarliga huvudskador, och även om han kunde återvända till ett normalt liv var hans karriär över vid 25 års ålder. Han hade inlett VM-säsongen strålande och hade chansen att vinna sin första VM-titel när olyckan inträffade.

## Segrar 500GP
| Nr | Grand Prix     | År   |
| -- | -------------- | ---- |
| 1  | Finland        | 1976 |
| 2  | Storbritannien | 1977 |
| 3  | Spanien        | 1978 |